# Библиография Дмитрия Быкова

Библиография Дмитрия Быкова, журналиста, писателя, поэта и литературоведа (литературные псевдонимы «Мэтью Булл» и «Брэйн Даун»). Член Союза писателей СССР с 1991 года. Первый сборник стихов журналиста вышел в 1992 году.

## Романы

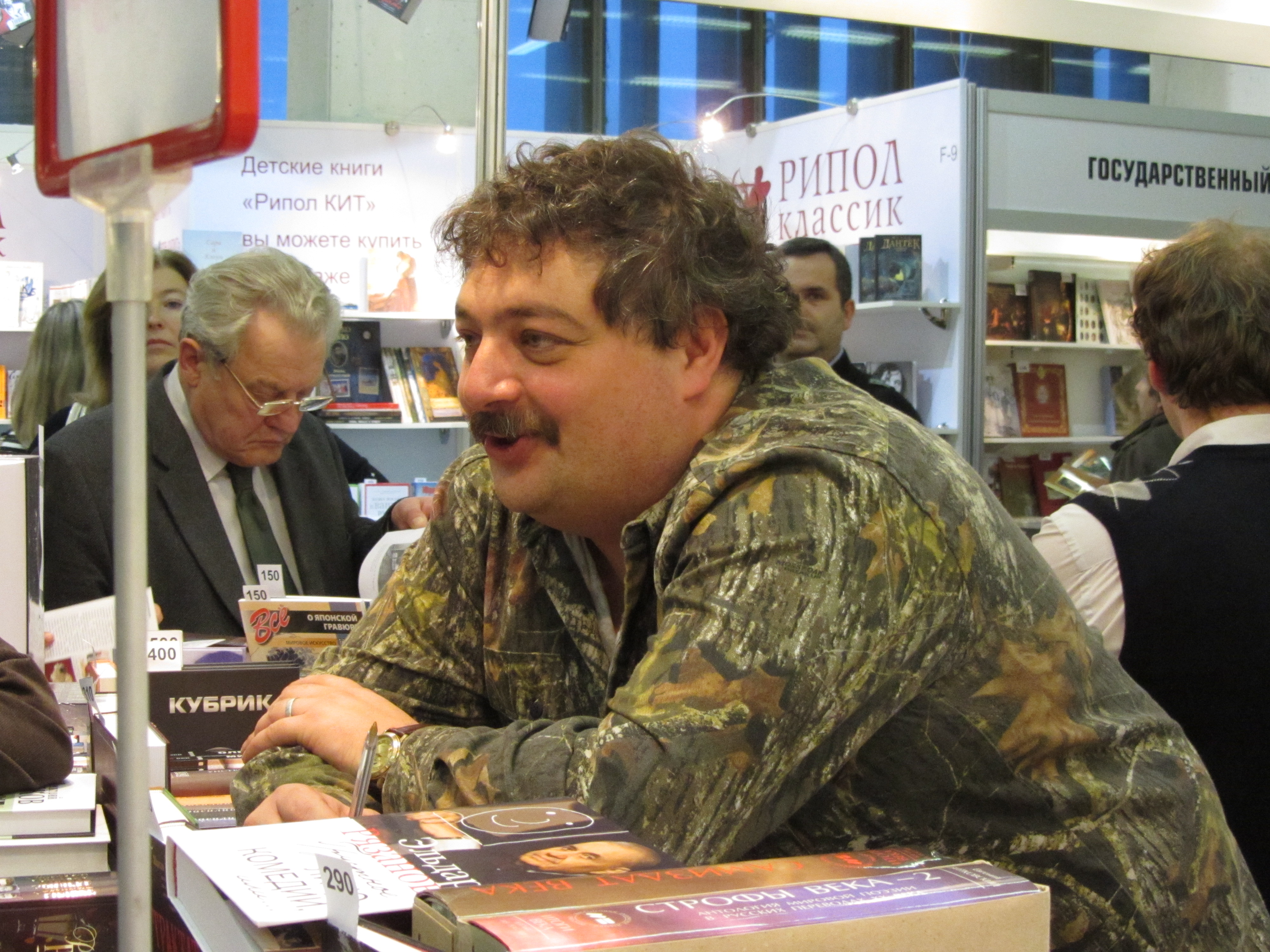
Дмитрий Быков на 14 Non/fiction 2012

- Оправдание[2][3][4] (2001), линейный сюжет с экскурсами, М.: Вагриус, цикл «О-трилогия», номинация на премию «Национальный бестселлер» в 2001 году и на АБС-премию в 2002 году[5], ISBN 5-264-00584-2
- Орфография[6][7][8][9][10][11][12][13][14][15] (2003, 2006, 2007) — М.: Вагриус, ISBN 5-264-00741-1. Номинация на «Национальный бестселлер»[16].
- Эвакуатор[17][18][19] (2005). — М.: Вагриус, ISBN 5-475-00099-9
- Ж и Д[20][21][22][23][24][25][26] (2006, 2007, 2008). — М.: Вагриус, ISBN 5-9697-0260-9 (ред. Е. Шубина, худ. Е. Габриелев), девять переизданий
- Оправдание. Эвакуатор. — М.: Вагриус, 2008
- Списанные[27][28][29] (2008), ISBN 978-5-91631-001-6
- Остромов, или Ученик чародея[30][31][32]. — М.: ПРОЗАиК, 2010. 768 с. — 5000 экз., (п). — ISBN 978-5-91631-120-4
- Орфография. — М.: ПРОЗАиК, 2010, 2011, 2013. — 736 с.
- Оправдание. — М.: ПРОЗАиК, 2010
- Остромов. — М.: ПРОЗАиК, 2012. — 768 с.
- Списанные. — М.: ПРОЗАиК, 2012. — 384 с. — ISBN 978-5-91631-155-6, ISBN 978-5-91631-001-6, ISBN 978-5-91631-003-X (ошибоч.)
- Оправдание. Орфография. Остромов. — М.: ПРОЗАиК, 2011. — 992 с. — ISBN 978-5-91631-106-8
- Правда: [плутовской роман] — СПб.: Амфора, ТИД Амфора, 2005. — 692 с. — ISBN 5-94278-899-5 (в соавт. с М. Чертановым)
- Икс[33][34] (2012), Эксмо, 288 с. — 15 000 экз. — ISBN 978-5-699-59749-9 (ил. Ф. Барбышева)
- Эвакуатор (2012). М.: ПРОЗАиК. — 336 с. — ISBN 978-5-91631-154-9, ISBN 978-5-91631-087-0
- Квартал: Прохождение[35][36][37]. — М.: АСТ, 2014. — 446 с. — 15 000 экз. — ISBN 978-5-17-082362-8
- Как Путин стал президентом США: Новые русские сказки — СПб.: Амфора
- В мире животиков: Детская книга для взрослых, взрослая книга для детей. — СПб.: Амфора. (в соавт. с И. Лукьяновой)
- Июнь[38][39][40]. — М.: АСТ, 2017. — 512 с. — 15 000 экз. — ISBN 978-5-17-092368-7
- Истребитель[41][42]. — М.: АСТ, Редакция Елены Шубиной, 2021. — 512 с. — ISBN 978-5-17-136494-6

## Сборники поэзии
- Декларация независимости (1992), 52 стр, РИЦ «Палитра».
- Послание к юноше (1994) М.: РИФ «РОЙ», (160 стр.)[43].
- Военный переворот (1996) М.: РИФ «РОЙ». — 208 с., 1 000 экз.
- Отсрочка (2000) СПб.: издательство «Геликон Плюс».
- Призывник[44] (2003) СПб.: издательство «Геликон Плюс», ISBN 5-94278-341-1.
- Письма счастья (2005) издательство «Геликон Плюс» (176 стр.), ISBN 5-93682-219-2.
- Последнее время (2007) М.: издательство «Вагриус», 512 с., ISBN 978-5-9697-0370-4 , ISBN 5-9697-0178-5.
- Отчёт (2010) М.: «ПРОЗАиК», 576 с. ISBN 978-5-91631-034-4.
- Новые письма счастья (2010) издательство «Время», мягкая обложка, (320 стр)., тираж 3000 экз., ISBN 978-5-9691-0516-4.
- На самом деле (2011), серия: «Поэзия XXI». Авторский сборник; издательство «Эксмо», твёрдый переплёт, (320 стр.), тираж 4000 экз., ISBN 978-5-699-51465-6.
- Гражданин поэт. (2011). Азбука-аттикус. — 144 с., 25 000 экз. + DVD. ISBN 978-5-389-03165-4
- Гражданин поэт. (2012) СПб., Азбука-аттикус. — 152 с., 80 000 экз.
- Новые и новейшие письма счастья (2012), Время, (512 стр.), сборник стихотворных фельетонов, серия: «Поэтическая библиотека», тираж 3000 экз., ISBN 978-5-9691-0802-8.
- Блаженство (2013), серия: «Золотая серия поэзии». Авторский сборник; издательство «Эксмо», твёрдый переплёт, (352 стр.), тираж 3000 экз., ISBN 978-5-699-62641-0.
- Ясно. Новые стихи и письма счастья (2015), АСТ: Ред. Елены Шубиной, (284 стр.), ISBN 978-5-17-087962-5.
- Если нет: новые стихи (2017), АСТ: Ред. Елены Шубиной, (192 стр.), ISBN 978-5-17-101665-4.

## Литературоведение
- Борис Пастернак (2005) — М., Молодая гвардия, «Жизнь замечательных людей»; ISBN 5-235-02791-4 (ред. О. И. Ярикова)[45][46][47][48]. Книга стала лауреатом премии «Национальный бестселлер»[49].
- Был ли Горький? (2008), М., Астрель; ISBN 978-5-17-054542-1.
- Булат Окуджава (2009, 2011) — М., Молодая гвардия, «Жизнь замечательных людей»; ISBN 978-5-235-03447-1[50][51].
- Борис Пастернак. Биография в 2-х книгах (2011), СПб., Вита Нова; ISBN 978-5-93898-349-6, 978-5-93898-326-7.
- Советская литература. Краткий курс (2012), М., ПРОЗАиК; ISBN 978-5-91631-174-7[52].
- 100 книг, которые должен прочитать каждый (2013), М., Собеседник; ISBN 1608-3709-13001.
- Советская литература. Расширенный курс. (2014) М., ПРОЗАиК; ISBN 978-5-91631-210-2, ISBN 978-5-91631-231-7.
- Горький (2016) — М., Молодая гвардия, «Жизнь замечательных людей. Малая серия»; ISBN 978-5-235-03883-7.
- Тринадцатый апостол. Маяковский. Трагедия-буфф в шести действиях (2016), М., Молодая гвардия; ISBN 978-5-235-03932-2[53][54].
- Время потрясений. 1900—1950 гг. (2018), М., Эксмо; ISBN 978-5-04-093132-3
- Время изоляции 1951—2000 гг. (2018), М., Эксмо; ISBN 978-5-04-096993-7

## Другие работы (сборники, публицистика и пр.)
- 66 дней. Орхидея джунглей. (1992) — под псевдонимом Мэтью Булл, издательство АСТ. Серия: «Кинороман»; ISBN 5-88196-067-X.
- Харлей и Мальборо. Дикая Орхидея — 2. (1993) — под псевдонимом Мэтью Булл, издательство АСТ. Серия: «Кинороман»; ISBN 5-88196-114-5.
- Блуд труда (2002, 2014) — сборник публицистических статей; СПб., «Лимбус Пресс»; ISBN 5-8370-0014-3, ISBN 978-5-8370-0481-0 (2007).
- Как Путин стал президентом США (2005) — сборник рассказов; издательство «Ред Фиш»; ISBN 5-483-00085-4.
- Хроники ближайшей войны (2005) — сборник публицистических статей; СПб., «Амфора»; — 512 с. ISBN 5-94278-941-X.
- Вместо жизни (2006) — сборник публицистических статей; ISBN 5-9697-0163-7.
- ЖД-рассказы[55] (2007, 2014) — сборник рассказов, «Вагриус». Тираж: 10 000 экз. ISBN 978-5-9697-0504-3.
- На пустом месте (2008, 2011) — сборник публицистических статей; ISBN 978-5-8370-0534-3.
- Думание мира (2009, 2015) — сборник публицистических статей; СПб, Лимбус-пресс, ISBN 978-5-8370-0545-9.
- И все-все-все (2009, 2011) — три сборника интервью, взятых Д. Быковым у известных лиц; ISBN 978-5-91631-037-5 (синий), ISBN 978-5-91631-038-2 (жёлтый), ISBN 978-5-91631-117-4 (зелёный).
- Медведь (2010) — сборник пьес; М.: ПРОЗАиК, твёрдый переплёт, 272 с., 5 000 экз.; ISBN 978-5-91631-083-2.
- Календарь. Разговоры о главном (2010) — сборник публицистических статей, М.:АСТ- Астрель, 2011 г.; ISBN 978-5-17-070384-5, ISBN 978-5-271-31273-1.
- Прощай, кукушка (2011) — сборник рассказов; М.: «ПРОЗАиК», твёрдый переплёт, 272 с., 4 000 экз.; ISBN 978-5-91631-118-1
- Мужской вагон (2012) — сборник из шестнадцати рассказов, при этом четыре написаны в рифму, М.: «ПРОЗАиК» (2012), ISBN 978-5-91631-158-7. «Рассказ как жанр требует чувства меры и ритма, — отметил автор, — и потому первые свои рассказы я писал в стихах: там не разлетишься».
- Календарь-2. Споры о бесспорном (2012) — сборник публицистических статей; АСТ. — 448 с. ISBN 978-5-271-38602-2.
- Тайный русский календарь. Главные даты (2012) — сборник публицистических статей; ISBN 978-5-271-44972-7.
- Синдром Черныша. (2012) — рассказы. М.: ПРОЗАиК. — 512 с.
- Дмитрий Быков. Я вомбат. — М.: Альпина Паблишер, 2016. — 32 с. — (AnimalBooks. Занимательная зоология). — ISBN 978-5-9614-5138-2..
- Один: Сто ночей с читателем. — М.: АСТ, 2017. — 608 с. — (Культурный разговор). — 5000 экз. — ISBN 978-5-17-100419-4. Тексты радиобесед о литературе на канале «Эхо Москвы»
- Быков Д. Л. Сны и страхи. Москва: «Эксмо», 2019, 288 стр., тираж: 5.000 экз., ISBN 978-5-04-102060-6
- Быков Д. Л. Заразные годы. Москва: «Эксмо», 2019, 448 стр., тираж 5.000 экз., ISBN 978-5-04-101283-0
- Шестидесятники: Литературные портреты. — М.: Молодая гвардия, 2019. — 375 с.: ил. — (Жизнь замечательных людей)
- VZ. Портрет на фоне нации. — Freedom Letters, 2023. — 508 с. — ISBN 9781446724231. — ISBN 978-1-998084-54-8.
- ЖД. — Freedom Letters, 2024. — 724 с. — ISBN 9781446173695. — ISBN 9781998265718.

## В соавторстве
- Волшебный яд любви (1989) — сборник ордена куртуазных маньеристов, М., «Прометей», 96 стр.
- Любимый шут принцессы Грёзы (1992) — сборник ордена куртуазных маньеристов, М., «Столица», 132 стр.
- В мире животиков (2005) — сборник рассказов; в соавторстве с супругой Ириной Лукьяновой, в основу легла одноимённая передача, которую авторы вели 1998 году на московском радио, «где рассказывали про всяких несуществующих зверьков»; СПб., Амфора, 432 с. ISBN 5-483-00083-8.
- Правда (2005) — в соавторстве с Максимом Чертановым, СПб.: «Амфора», ISBN 5-94278-899-5.
- Живой (2006) — в соавторстве с Игорем Порублевым и Максимом Чертановым. СПб.: «Амфора», серия: «Смотрим фильм — читаем книгу». — 288 с., 30 000 экз. ISBN 5-367-00229-3.
- Код Онегина[56] (2006) — роман о найденной неизвестной ранее рукописи Пушкина (со вставками из жизни поэта Александра П. в России XXI века). Написан в соавторстве с Максимом Чертановым под псевдонимом Брэйн Даун; «Амфора», г. СПб, 2006 г., (624 стр.), ISBN 5-367-00028-2.
- О зверьках и зверюшах (2007) — сборник рассказов; в соавторстве с Ириной Лукьяновой, СПб.: Библиополис.
- Зверьки и зверюши. (2008) — АСТ-Астрель, 512 с. ISBN 978-5-17-049396-8.
- Сигналы[57] (2013) — в соавторстве с Валерией Жаровой. М.: Эксмо, 320 с. ISBN 978-5-699-68501-1.